# AU Микроскопа
AU Микроскопа (лат. AU Microscopii) (сокращено AU Mic) — звезда  в созвездии Микроскопа. Находится на расстоянии около 32 световых лет от Солнца. У звезды обнаружен осколочный диск и четыре экзопланеты.

## Звезда
AU Микроскопа — небольшая тусклая звезда. Она относится к спектральному классу M1 главной последовательности (красный карлик). Её масса составляет всего лишь 50% массы Солнца, а диаметр — около 56—58% от диаметра Солнца. Светимость звезды равна приблизительно 2,5—2,9 % солнечной светимости. Однако AU Микроскопа — одна из самых молодых звёзд, возраст которой не превышает 12 млн лет. Как и у всех подобных звёзд, в ней происходят мощные термоядерные процессы, из-за чего нередки вспышки, превосходящие солнечные по интенсивности в 2—4 раза. Именно поэтому AU Микроскопа относят также к классу вспыхивающих переменных звёзд.
При, этом продолжительность жизни этих звезд в десятки а то и сотни раз больше возраста Вселенной.
Звезду наблюдали во всех частях электромагнитного спектра, и выяснилось, что регулярные вспышки, происходящие на ней, видимы во всех частотах. Впервые активность звезды была открыта в 1973 году.

## Осколочный диск

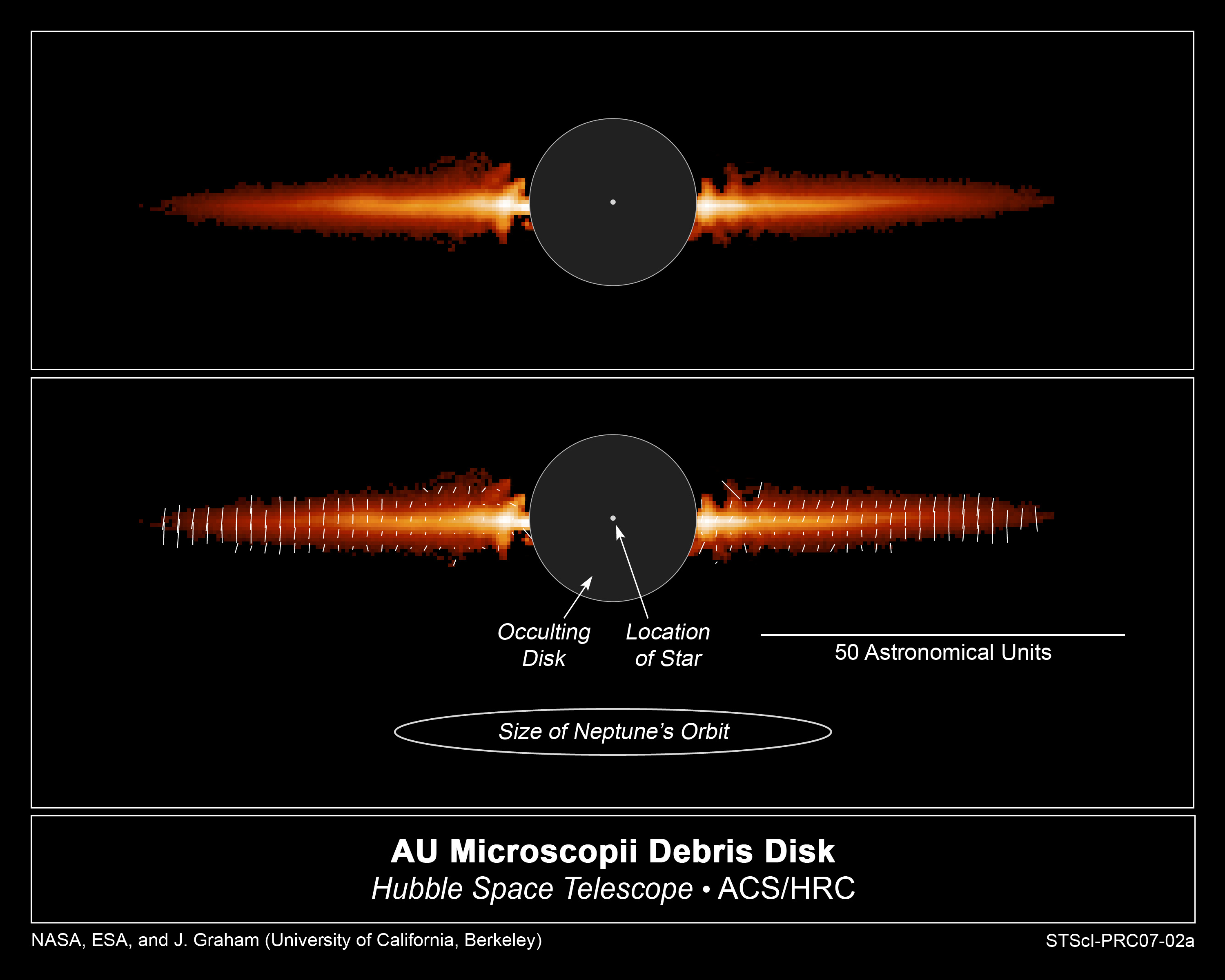
Осколочный диск вокруг AU Микроскопа. Фотография телескопа «Хаббл».

В марте 2004 года известный первооткрыватель планетарных дисков Пол Калас объявил об обнаружении осколочного диска в системе AU Микроскопа. Диск повёрнут к нам ребром; размером он около 200 а. е. в радиусе. Как показали исследования, соотношение газа и пыли в нём равно 6:1, что чрезвычайно мало: обычно соотношение равняется 100:1.. Исходя из этого, можно сделать вывод, что сам диск намного старше родительской звезды. Наблюдения с помощью космического телескопа «Спитцер» позволили вычислить общую массу видимой пыли: она приблизительно равна 6 массам Луны. Распределение спектральных линий в субмиллиметровом диапазоне указало на то, что в диске находится внутреннее кольцо, размером до 17 а. е. в диаметре. Осколочный диск сам по себе асимметричен, и на расстоянии 40 а. е. от родительской звезды в нём наблюдается неясная структура. Возможно, это является следствием гравитационного влияния массивных объектов либо действием недавнего формирования планет.
Асимметричная структура и наличие пустого пространства во внутренней части диска позволили предположить наличие планет в системе AU Микроскопа. Однако до сих пор ни одного массивного объекта там не было найдено. Вероятно, осколочный диск является результатом того, что звезда очень молодая. 
В 2007 году с помощью космического телескопа «Хаббл» удалось сделать снимок осколочного диска. Основываясь на наблюдениях «Хаббла», астрономы сделали компьютерную модель диска и пришли к выводу, что в нём должны содержаться крупные образования, называемые планетезималями, размером больше, чем Плутон. 
Пять необычных образований в форме дуг в газопылевом диске AU Микроскопа, обнаруженные в 2014 году инструментом SPHERE на Очень большом телескопе, перемещаются со скоростью до 40 тыс. км в час в направлении от звезды. Если диск продолжит рассеиваться в таком быстром темпе, то он исчезнет примерно через 1,5 млн лет.

## Планетная система
- В 2020 году астрономы из Университета Джорджа Мейсона сообщили об открытии нептуноподобной экзопланеты AU Микроскопа b. Планету обнаружили с помощью данных космического телескопа TESS и подтвердили с помощью данных космического инфракрасного телескопа «Спитцер». Радиус AU Микроскопа b составляет примерно 0,375 радиуса Юпитера (на 8 % больше радиуса Нептуна). Планета находится на расстоянии 0,066 а. е. от материнской звезды. Период обращения — 8,46321±0,00004 дня. Методом лучевых скоростей верхний предел массы экзопланеты оценивается в 0,18 массы Юпитера, то есть она в 58 раз массивнее Земли. Возраст планеты — 12 млн лет[19]. Звезда AU Микроскопа проявляет сильную активность и имеет большие пятна. При помощи инструмента SPIRou, работающего в ближнем инфракрасном диапазоне и установленного на наземного 3,6-метровом телескопе CFHT на вершине вулкана Мауна-Кеа (Гавайи), методом радиальных скоростей удалось с большой точностью определить массу планеты, равную 17,1 массы Земли. При такой массе и радиусе планеты 0,4 радиуса Юпитера средняя плотность планеты составит 1,7 г/см³.

В декабре 2020 года транзитным методом космическая обсерватория TESS обнаружила планету AU Микроскопа c радиусом 0,320 ± 0,014 радиуса Юпитера и массой не менее 0,087 массы Юпитера. 
Спустя несколько лет учёные обнаружили планету, AU Микроскопа d, с радиусом не менее 0,12 ± 0,325 радиусов Юпитера (на 10 % больше земного), и массой не менее 0,0187 ± 0,325 Юпитера, то есть она в 1,3 раза массивнее Земли.  На сегодняшний день её статус остаётся неподтверждённым. При, этом её существование нельзя, опровергать, но гипотетически она находится в особом нахождении плоскости эклиптики, относительно Земли, поэтому она не транзита. Для, её подтверждения требуется дополнительные наблюдения. 
В 2020 году, открыта, экзопланета AU Микроскопа e, радиусом схожим с AU Микроскопа d, в обитаемой зоне. Радиус, в 1,21 раза больше земного, и массой всего 71,5 % от Земли, однако спустя, всего 6 месяцев траектория её движения, орбиты не была обнаружена и поставила, учёных под сомнение, и на сегодняшний день её статус остаётся непотвержденной.

## Ближайшее окружение звезды
AU Микроскопа гравитационно связана с двойной звездой AT Микроскопа, которая находится на расстоянии 1,2 светового года от неё. Все они входят в движущуюся группу звёзд β Живописца.
Следующие звёздные системы находятся на расстоянии в пределах 10 световых лет от AU Микроскопа. 
| Звезда           | Спектральный класс | Расстояние, св. лет |
| AT Микроскопа AB | M4,5 Vpe / M4,5 Ve | 1,2                 |
| CD-27 14659      | K0-3 V / ?         | 5,5                 |
| AC+20 76187      | DA/VII             | 6,3                 |
| L 499-56         | M3,5 V             | 9,2                 |